# 达纳·库格尔
达纳·库格尔（Dana Kugel，1997年6月26日—），以色列女子羽毛球運動員。

## 簡歷
2015年10月，达纳·库格尔出戰以色列夏瑣羽毛球國際賽，除與里歐·克羅伊特合作拿得混合雙打亞軍外，亦與雅娜·莫洛德茨基合作打進女子雙打四強。

## 主要比賽成績
只列出曾進入準決賽的國際賽事成績：
| 年份   | 賽事                   | 公開賽級別 | 項目     | 拍檔            | 成績   |
| ------ | ---------------------- | ---------- | -------- | --------------- | ------ |
| 2013年 | 以色列夏瑣羽毛球國際賽 | 國際系列賽 | 女子雙打 | 雅娜·莫洛德茨基 | 準決賽 |
| 2013年 | 以色列夏瑣羽毛球國際賽 | 國際系列賽 | 混合雙打 | 里歐·克羅伊特   | 準決賽 |
| 2015年 | 以色列夏瑣羽毛球國際賽 | 未來系列賽 | 女子雙打 | 雅娜·莫洛德茨基 | 準決賽 |
| 2015年 | 以色列夏瑣羽毛球國際賽 | 未來系列賽 | 混合雙打 | 里歐·克羅伊特   | 亞軍   |
| 2016年 | 以色列夏瑣羽毛球國際賽 | 未來系列賽 | 女子雙打 | 雅娜·莫洛德茨基 | 亞軍   |
| 2022年 | 以色列羽毛球公開賽     | 未來系列賽 | 女子雙打 | Heli Neiman     | 準決賽 |

| 2007-2017年 | 首要超級賽 | 超級賽 | 黃金大獎賽 | 大獎賽 | 國際挑戰賽 | 國際系列賽 | 未來系列賽 | 其他 |

| 2018-2026年 | 總決賽 | 超級1000賽 | 超級750賽 | 超級500賽 | 超級300賽 | 超級100賽 | 國際挑戰賽 | 國際系列賽 | 未來系列賽 | 其他 |